# 409 aC
El 409 aC va ser un any del calendari romà prejulià. Era l'any 345 Ab urbe condita (de la fundació de Roma).

## Esdeveniments
- Sòfocles guanya el primer premi a les Dionísies amb l'obra Filoctetes.[1]
- Alcibíades ocupa la ciutat de Selímbria, a Tràcia.[2]
- Hanníbal, fill de Giscó, va passar l'hivern de l'any 408 aC reunint un exèrcit de mercenaris a Hispània i Àfrica, i a la primavera següent (409 aC) va desembarcar a Lilibèon amb una força d'uns 100.000 homes i va atacar Selinunt, ciutat que va ocupar després d'un setge de només nou dies. La ciutat va ser saquejada, excepte alguns temples, i després destruïda.[3]
- A Roma són elegits cònsols Luci Furi Medul·lí i Gneu Corneli Cos.[4]